# Carsten Szczepanski
Carsten Szczepanski (* 1970 in Berlin-Neukölln) ist ein ehemaliger deutscher Neonazi, der als V-Mann des Verfassungsschutzes agierte. Er war unter anderem NPD-Funktionär und versuchte in den 1990er Jahren den Ku-Klux-Klan in Deutschland zu etablieren. Anfang der 1990er galt er als „einer der gefährlichsten Neonazis in Brandenburg“.

## Leben
Carsten Szczepanski wuchs in Westberlin auf und zog nach der Wende nach Königs Wusterhausen in Brandenburg. Schon in jungen Jahren gehörte er der rechtsextremen Szene an. In den frühen 1990ern stellte er Kontakte zum Ku-Klux-Klan aus den Vereinigten Staaten her. Unter anderem korrespondierte er mit Dennis Mahon aus Oklahoma. Er selbst war Mitglied eines Klan-Ablegers in Kansas City und erhielt den Rang eines „Grand Dragon“. Mit Mahon führte er Ende Dezember 1991 eine Kreuzverbrennung in Halbe durch, bei der auch ein Team von RTL Plus anwesend war. Außerdem gab er Merchandise vom Ku-Klux-Klan heraus.  Anfang 1991 brachte er das KKK-Fanzine „Das Feuerkreuz“ auf den Markt. Das Heft enthielt im Wesentlichen übersetztes oder im englischsprachigen Original belassenes Propagandamaterial des Ku-Klux-Klan aus dessen Magazin „White Beret“. Das Heft erschien mit dem Untertitel „White Survival Now“ und brachte es auf zwei Ausgaben, die noch heute in der rechtsextremen Szene, unter anderem als PDF-Dokument Verbreitung haben. Geplant war außerdem eine dritte Ausgabe, mit Aufrufen zum bewaffneten Kampf und Anleitungen zu militanten Aktionen und zum Bombenbau. Dazu kam es jedoch nicht mehr, da Ende 1991 eine Razzia in Szczepanskis Wohnung stattfand. In einer von ihm angemieteten Wohnung wurden außerdem vier Rohrbomben gefunden. Dennoch blieb der Neonazi auf freiem Fuß.
Im Oktober 1993 wurde er wegen Sachbeschädigung verurteilt, als er einen VW-Bus der linken  Jugendorganisation Sozialistische Jugend Deutschlands – Die Falken angezündet hatte. Ein Vorfall vom 8. Mai 1992 brachte ihn jedoch für längere Zeit ins Gefängnis. Am 8. Mai 1992 hatte er zusammen mit einer zehnköpfigen Gruppe aus Neonazis und Skinheads einen Lehrer aus Nigeria zusammengeschlagen, der den Mordversuch nur knapp überlebte und anschließend tagelang im Koma lag. Dafür wurde er im Februar 1995 wegen versuchten Mordes zu acht Jahren Haft verurteilt. Noch während der Untersuchungshaft wurde er vom brandenburgischen Verfassungsschutz angeworben und seit Juli 1994 als V-Mann „Piatto“ geführt. Bereits im April 1998 war er Freigänger.
Neben seinen Spitzeldiensten für die Behörde blieb er weiterhin ranghoher Neonazi. So betrieb er einen Laden für rechte Musik, war federführend am Aufbau des rechten internationalen Netzwerkes Blood & Honour beteiligt und gehörte den National-Revolutionären Zellen an. Zwischen 1992 und 1999 veröffentlichte er mehrere Ausgaben eines Fanzines unter dem Titel „United Skins“, das die rechte Skinhead-Szene ansprechen sollte und als deutscher Arm der rechten Terrororganisation Combat 18 galt. Einige Ausgaben erschienen sogar während seiner Haftzeit.  Er trat außerdem auf Behördenwunsch in die NPD ein. Dort wurde er Ortsvorsitzender, Beisitzer im Landesvorstand von Brandenburg sowie Leiter des Ordnungsdienstes. Im Sommer 2000 wurde er als V-Mann enttarnt und lebte seitdem unter neuem Namen versteckt in Deutschland.
Szczepanski hatte im Jahr 1998 Kontakt zum engsten Umfeld der rechtsextremen Terrorgruppe Nationalsozialistischer Untergrund (NSU). Deren Kerntrio, Uwe Mundlos, Beate Zschäpe und Uwe Böhnhardt, hatte sich Ende Januar 1998 von der gemeinsamen Heimatstadt Jena aus der Strafverfolgung in den Untergrund nach Chemnitz abgesetzt. Sie beschafften sich offenbar im Lauf des Jahres 1998 die Logistik, um ab 1999 ihre Raubüberfälle, Sprengstoffanschläge und Serienmorde zu begehen. In Chemnitz wurden sie insbesondere vom rechtsextremen Versandhändler Jan Werner unterstützt, der 1998 Kontakt mit Szczepanski in der Angelegenheit des NSU-Trios hatte. Nach der Selbstenttarnung des bis dahin untergetauchten NSU-Trios im November 2011 spielte Szczepanski im Rahmen der Ermittlungen gegen den NSU eine Rolle. Er hatte am 25. August 1998 eine SMS Jan Werners erhalten, in der dieser andeutete, dass das NSU-Trio sich Waffen zu beschaffen versuche („Hallo. Was ist mit dem Bums?“). Szczepanski berichtete zwischen August und Oktober 1998 fünfmal dem brandenburgischen Verfassungsschutz über seinen Kontakt zu Jan Werner; er ließ dabei wissen, dass die sächsische Sektion des gewaltbereiten Blood & Honour das (NSU-)Trio unterstütze, Jan Werner das Trio mit Waffen ausrüsten solle und Geld dafür aus Konzerten und CD-Verkäufen von Blood & Honour bereitstehe. Bei ordnungsgemäßer Auswertung in der brandenburgischen Behörde für Verfassungsschutz hätte dadurch die Terrorgruppe vor ihrem Aktivwerden aufgespürt und zerschlagen werden können. Einer seiner beiden damaligen V-Mann-Führer war der vormalige Präsident des sächsischen Landesamts für Verfassungsschutz, Gordian Meyer-Plath. Szczepanski sagte am 3. Dezember 2014 und 13. Januar 2015 im Münchner NSU-Prozess als Zeuge aus, wobei er den Gerichtssaal vermummt betrat und in den wesentlichen Fragen angab, sich an nichts zu erinnern (Szczepanski ist nicht zu verwechseln mit dem Mitangeklagten Carsten Schultze, der dem Trio die Tatwaffe besorgt hatte.) Die einzige direkte Verbindung zum NSU-Trio ist eine Notiz Zschäpes, die eine Exfreundin Szczepanskis auf eine Liste mit Namen für eine potenzielle rechte Frauenschaft schrieb.
Im Januar 2018 verdichteten sich im Rahmen der Arbeit des NSU-Untersuchungsausschusses im brandenburgischen Landtag die Hinweise darauf, dass Szczepanski bereits ab Februar 1992 – und damit vor dem lebensgefährdenden Überfall – für den Verfassungsschutz gearbeitet hatte, möglicherweise neben dem brandenburgischen Landesamt auch für das Bundesamt für Verfassungsschutz. Mehrere brandenburgische Staatsanwaltschaften hatten 2015 mehrere Ermittlungsakten zu Szczepanski vernichtet, die dem ersten Bundestags-NSU-Ausschuss noch zur Verfügung gestanden hatten, bevor 2016 der brandenburgische Untersuchungsausschuss eingerichtet worden war.